# 藥愛

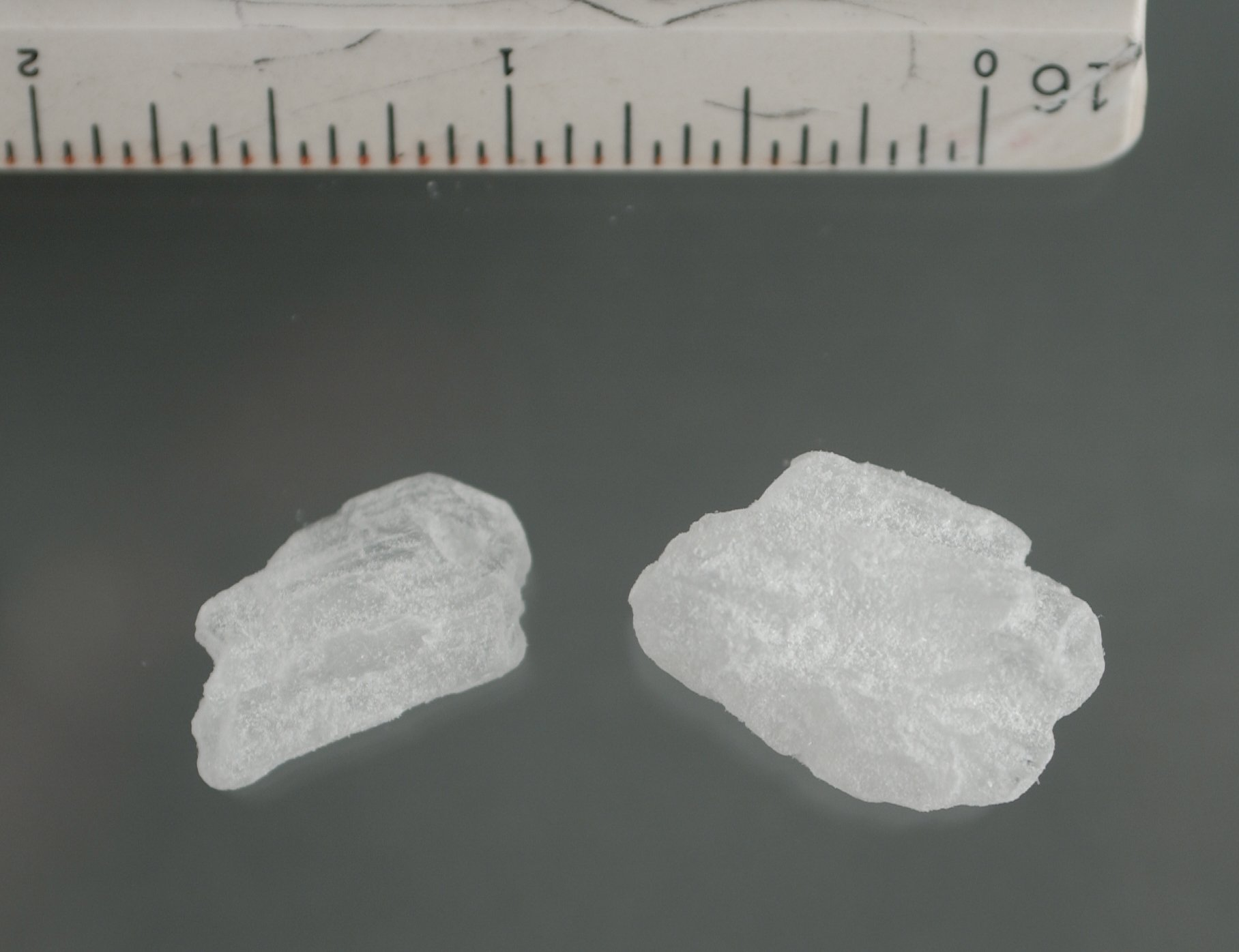
甲基苯丙胺是藥愛文化中的常用的药物。

藥愛（英語：chemsex），是指通过服用药物来促进或增强性活动。在社会学上，指娛樂性吸毒者在性活動方面形成的亚文化。  藥愛文化，包含在無安全性行为下持续数日與多个性伴侣。

## 腳註
1. ↑  . metroweekly.com. 2007-09-21  [2015-12-11]. （原始内容存档于September 21, 2007）.